# アントニオ・カルロス・オルテガ
アントニオ・カルロス・オルテガ・ペレス（Antonio Carlos Ortega Pérez, 1971年7月14日 - ）は、スペイン・マラガ出身の元ハンドボール選手、指導者。

## 経歴

### 現役時代

#### クラブ
1971年にマラガに生まれた。1990年に出身地のBMマラガからデビューし、1994年にFCバルセロナに移籍した。FCバルセロナでは、EHFチャンピオンズリーグで6回優勝しており、1995-96シーズンからは5連覇を果たしている。国内リーグのリーガASOBALでもやはり6回優勝しており、1995-96シーズンからは5連覇を果たしている。EHFスーパーカップでも5回優勝するなど、当時のFCバルセロナは絶頂期にあった。

#### スペイン代表
スペイン代表としては、1998年にイタリアで開催された欧州男子ハンドボール選手権に出場して銀メダルを獲得した。決勝ではスウェーデンに敗れている。2000年にクロアチアで開催された欧州選手権では銅メダルを獲得し、この時には準決勝でスウェーデンに敗れている。
2000年夏にはシドニー五輪ハンドボール競技に出場して銅メダルを獲得した。自身は8試合で31得点を挙げている。2004年にはアテネ五輪ハンドボール競技に出場したが、スペイン代表は7位に終わった。自身は7試合で23得点を挙げている。

### 指導者時代
2005年に選手を現役引退すると、同時にBMアンテケーラの監督に就任し、2011年まで指揮した。2011年にはハンガリー・ネムゼティ・バイノクシャーグIのMKBヴェスプレームKCの監督に就任し、2013年・2014年・2015年には3年連続で国内リーグ・国内カップの2冠を達成した。EHFチャンピオンズリーグでは、2013-14シーズンにベスト4となり、2014-15シーズンに準優勝している。
2016年1月には第17回アジア選手権までの1か月間限定で日本男子代表の監督に就任した。この大会で日本代表は3位となり、翌年の第25回世界選手権の出場権を獲得した。アジア選手権後には世界選手権まで契約を延長した。2017年1月の世界選手権では22位に終わった。2024年4月にパリ五輪までの限定で7年ぶりに日本男子代表の監督に復帰した。

## 獲得タイトル

### 選手時代
FCバルセロナ
- EHFチャンピオンズリーグ : 6回
  - 1995-96, 1996-97, 1997-98, 1998-99, 1999-00, 2004-05
- EHFスーパーカップ : 5回
  - 1996-97, 1997-98, 1998-99, 1999-00, 2003-04
- EHFカップウィナーズカップ : 1回
  - 1994-95)
- EHFカップ : 1回
  - 2002-03
- リーガASOBAL : 6回
  - 1995-96, 1996-97, 1997-98, 1998-99, 1999-00, 2002-03
- コパ・デル・レイ : 4回
  - 1996-97, 1997-98, 1999-00, 2003-04
- スーペルコパ・デ・エスパーニャ : 5回
  - 1996-97, 1997-98, 1999-00, 2000-01, 2003-04
- コパASOBAL : 5回
  - 1994-95, 1995-96, 1999-00, 2000-01, 2001-02
- リーガ・デ・ロス・ピリネオス : 6回
  - 1997-98, 1998-99, 1999-00, 2000-01, 2001-02, 2003-04
- リーガ・カタラナス : 2回
  - 1994-95, 1996-97

 スペイン代表
- 夏季オリンピック銅メダル
  - 2010
- 欧州選手権銀メダル
  - 1998
- 欧州選手権銅メダル
  - 2000

### 指導者時代
MKBヴェスプレームKC
- ネムゼティ・バイノクシャーグI 3回
  - 2013, 2014, 2015
- ハンガリーカップ : 3回
  - 2013, 2014, 2015

 FCバルセロナ
- リーガASOBAL3回
  - 2022, 2023, 2024
- コパASOBAL : 4回
  - 2021, 2022, 2023, 2024

- EHFチャンピオンズリーグ2回
  - 2022, 2024